# Хассан Ровшан
Хассан Ровшан (перс. حسن روشن, нар. 24 жовтня 1955, Тегеран) — іранський футболіст, що грав на позиції нападника.
Виступав, зокрема, за клуби «Тадж» (пізніше «Естеглал») та «Аль-Аглі» (Дубай), а також національну збірну Ірану. За опитуванням IFFHS увійшов до списку найкращих футболістів Азії ХХ століття  під 19-м номером.

## Клубна кар'єра
У дорослому футболі дебютував 1973 року виступами за команду клубу «Тадж», в якій провів п'ять сезонів.
Своєю грою за цю команду привернув увагу представників тренерського штабу еміратського клубу «Аль-Аглі» (Дубай), до складу якого приєднався 1978 року. Частину 1982 року провів на батьківщині, граючи за  «Естеглал», після чого повернувся до «Аль-Аглі», де 1984 року й закінчив ігрову кар'єру.

## Виступи за збірну
1974 року дебютував в офіційних матчах у складі національної збірної Ірану. Протягом кар'єри у національній команді, яка тривала 7 років, провів у формі головної команди країни 39 матчів, забивши 13 голів.
У складі збірної був учасником домашнього для іранців кубка Азії з футболу 1976 року, здобувши того року титул переможця турніру, а також чемпіонату світу 1978 року в Аргентині.

## Титули і досягнення
- Переможець Азійських ігор: 1974
- Переможець Юнацького (U-19) кубка Азії: 1974
- Володар Кубка Азії: 1976
- Бронзовий призер Кубка Азії: 1980